# Bengt Hallgren (författare)
Bengt Hallgren, född 12 december 1922 i Arvika, död 7 juli 2017 i Lidingö, var en svensk lärare och författare.
1949 blev Hallgren teologie kandidat vid Uppsala universitet och 1957 filosofie licentiat på en avhandling om Tegnér. 
Hallgren var verksam som lärare och lektor i svenska och religionskunskap vid Adolf Fredriks musikgymnasium i Stockholm. 